# فو خه
فو خه (به لاتین: Phou Khe) یک کوه در تایلند است که در لائوس واقع شده‌است. فو خه ۲٬۰۷۹ متر بالاتر از سطح دریا واقع شده‌است.